# Mycastor leucarpis
Mycastor leucarpis is een vlindersoort uit de familie van de prachtvlinders (Riodinidae), onderfamilie Riodininae.
Mycastor leucarpis werd in 1925 beschreven door Stichel.